# Baltisch IJsmeer
| Holoceen                               | Oostzee          | 5000 - 0        |
| Holoceen                               | Littorinazee     | 8500 - 5000     |
| Holoceen                               | Ancylusmeer      | 10.700 - 8500   |
| Holoceen                               | Yoldiazee        | 11.600 - 10.700 |
| Pleistoceen                            | Baltisch IJsmeer | 15.000 - 11.600 |
| Ouderdomfases gebaseerd op Björck 2008 |                  |                 |

Het Baltisch IJsmeer was een zoetwatermeer dat ontstond aan het einde van de laatste ijstijd, toen de gletsjers die Scandinavië bedekten begonnen te smelten. Het meer lag ongeveer ter hoogte van het zuiden van de huidige Oostzee en de Finse Golf, en groeide met het verder smelten van landijs steeds verder naar het noorden.
Het meer ontstond zo'n 15.000 jaar BP (jaar geleden) en hield op te bestaan toen er een verbinding ontstond met de Noordzee rond 11.600 jaar BP. De (zoute) binnenzee die daarna ontstond, wordt Yoldiazee genoemd.

## Omschakeling van zoet naar zout water

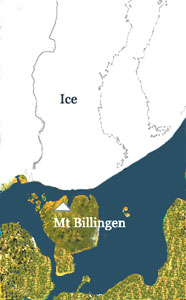
Geografische schets van de situatie na het leegstromen van het Baltisch IJsmeer, 11.600 BP. (De weergave van een zeestraat ter plaatse van de Sont is hier overigens incorrect.)

Hoewel het Baltisch IJsmeer een meer wordt genoemd, is het onderscheid met een binnenzee door de tijd heen niet altijd goed duidelijk. Op momenten waarop door het smelten van veel ijs de aanvoer van zoet water groot was vond tegelijkertijd post-glaciale opheffing plaats, waardoor doorgangen naar de zee afgesloten of in ieder geval beperkt werden. Het water was in zo'n periode minder zout.
In periodes waarin weinig ijs smolt, kon meer zoutwater in het Baltisch IJsmeer stromen, waardoor het water brakker werd. Op het moment dat deze omstandigheden gingen overheersen spreken we van de Yoldiazee, maar in feite is van een duidelijke overgang geen sprake.
Of het water gedurende een bepaalde periode zoet of zout was, kan vastgesteld worden door te bepalen welke soorten (fossiele) diatomeeën in het sediment uit die periode aanwezig zijn. Ook andere fossiele ongewervelden kunnen aanwijzingen geven.
Een verdere bijkomstigheid is daarbij dat zoet en zout water niet altijd gelijk mengen. Zout water heeft een hogere dichtheid dan zoet, zodat zout water de neiging heeft dieper te zakken waardoor zoet water in de bovenste regionen van de waterkolom domineert. Daardoor is in diepere sedimenten uit het Baltisch IJsmeer eerder sprake van een brak milieu dan in ondiepe.

## Vorming en ontwikkeling

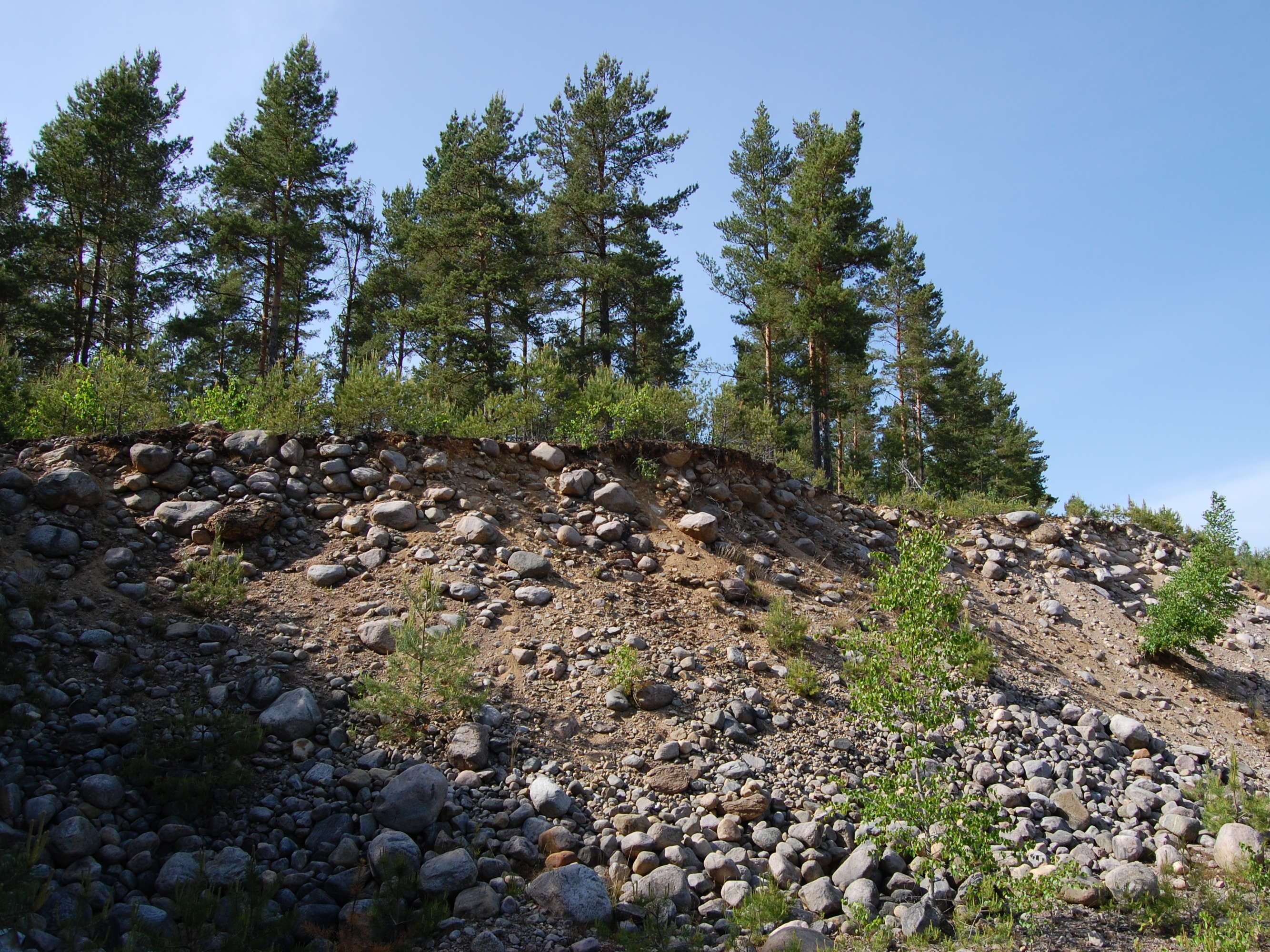
Afzettingen gevormd bij het leegstromen van het Baltische IJsmeer, ten westen van Skövde, Zweden. De grootste rotsblokken hebben een diameter van maximaal 1 meter.

Vanaf 18.000 jaar geleden (het hoogtepunt van de laatste ijstijd) werd het klimaat geleidelijk steeds warmer. De ijskap in Noord-Europa begon zich rond 15.000 jaar geleden steeds sneller terug te trekken. Waar nu de Oostzee ligt, ontstonden meren van smeltwater, waarin steeds meer water verzameld werd. Tijdens het Bølling-interstadiaal (14.000 jaar geleden) was er een grote binnenzee (de zogenaamde Ramsayzee) ontstaan die zich van het huidige Denemarken tot Estland uitstrekte. Afvoer van water naar de Noordzee verliep via een zeestraat op de plek van de huidige Sont (de zeespiegel in de Noordzee lag veel lager dan tegenwoordig, maar tegelijkertijd was Scandinavië door de massa van het ijs naar beneden gedrukt). Tijdens het Allerød-interstadiaal smolt zoveel ijs dat de bodem omhoog begon te bewegen en de doorgang naar de Noordzee werd afgesloten, waarmee het Baltisch IJsmeer werd gevormd.

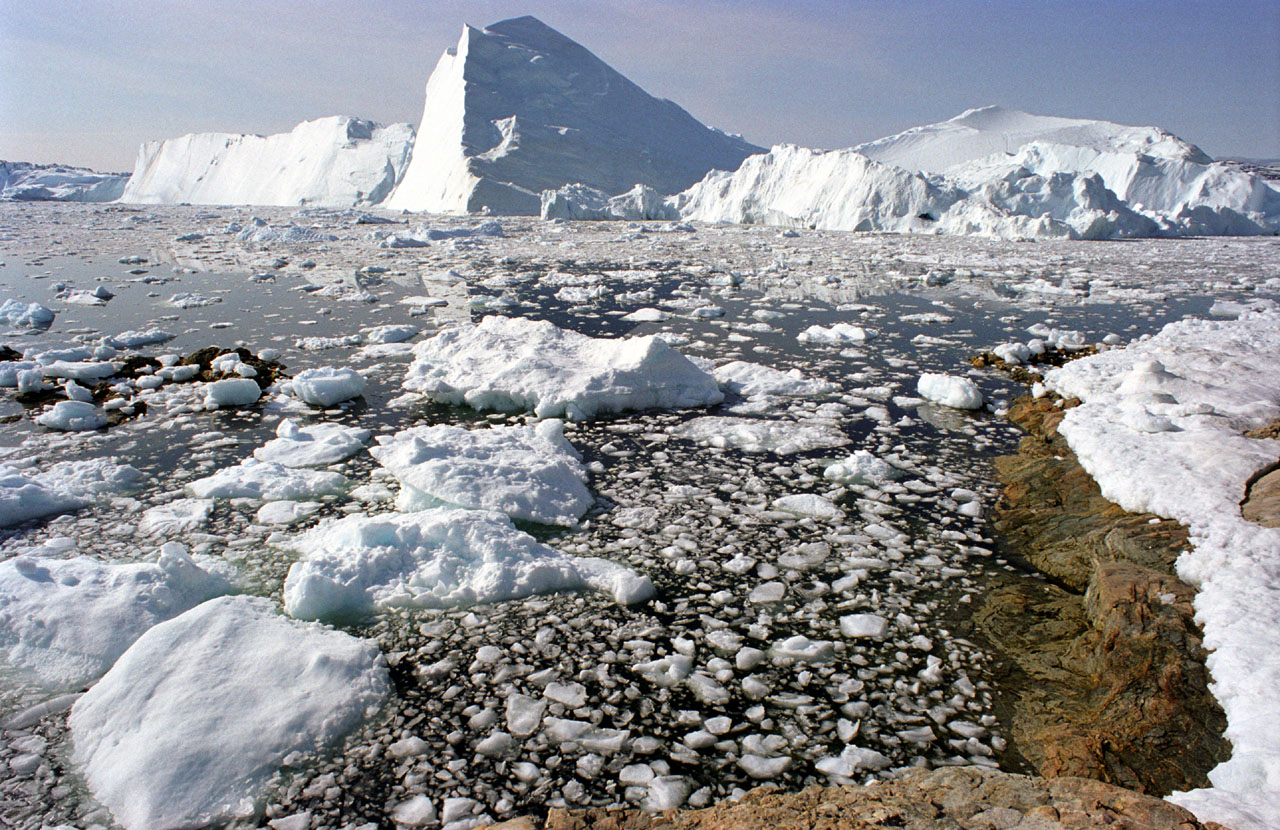
IJsbergen stromen door de Ilulissat Isfjord op West-Groenland naar de oceaan. IJsbergen waren zo'n 13.000 jaar geleden een gebruikelijke verschijning in het Baltisch IJsmeer.

Het water in het meer stond een paar tientallen meters hoger dan in de Noordzee; op de plek van de Sont stroomde een rivier die voor afwatering zorgde. In het noorden waren de Botnische Golf en de Finse Golf nog steeds bedekt met ijs, 's zomers dreven afgebroken ijsbergen over het meer. Door de doorgaande opheffing van de bodem steeg het waterniveau in het meer, tot er een doorbraak was door Centraal-Zweden, ter hoogte van het huidige Vänermeer. Tijdens het Jonge Dryas groeide de ijskap weer aan en blokkeerde deze doorgang tijdelijk, waardoor het waterniveau nog verder steeg. Het meer besloeg op zijn maximum heel Zuid-Finland, waarbij het huidige Helsinki 115 meter onder water lag. Het nabij Sint-Petersburg gelegen Ladogameer is een overblijfsel van het Baltisch IJsmeer.
Rond 11.600 jaar geleden ontstond door Centraal-Zweden opnieuw een doorgang, bij de heuvel Billingen. In 1 a 2 jaar stroomde het IJsmeer leeg, waarbij het waterniveau 25 meter daalde. Sporen van deze catastrofale episode zijn te vinden in de vorm van sediment met uitzonderlijk grote korrelgrootte in het gebied waar het IJsmeer leegstroomde (zie afbeelding). Ook kon er nu zeewater het meer binnenstromen zodat geleidelijk de Yoldiazee ontstond.